# Chichén Itzá
Chichén Itzá (del maya yucateco: Chiꞌ Chꞌeꞌen Its Jaꞌ ‘Boca del pozo de los brujos del agua’)ⓘ  es uno de los principales sitios arqueológicos mayas de la península de Yucatán en México. Se encuentra a escasos 2.5 km de la localidad de Pisté, en el municipio de Tinum, en el estado de Yucatán, al sureste de México. Consistió en una ciudad o un centro ceremonial que pasó por diversas épocas constructivas e influencias de los distintos pueblos que la ocuparon y que la impulsaron desde su fundación. Vestigio importante y renombrado de la civilización maya, las construcciones principales que ahí perduran corresponden al periodo denominado clásico tardío o posclásico temprano (800-1100 d. C.) dentro del período posclásico mesoamericano.
Fue inscrita  como Patrimonio de la Humanidad por la Unesco en 1988. El 7 de julio de 2007, el templo de Kukulcán, ubicado en Chichén Itzá, fue reconocido como una de las nuevas siete maravillas del mundo moderno, por una iniciativa privada sin el apoyo de la Unesco, pero con el reconocimiento de millones de votantes alrededor del mundo. La arquitectura monumental que ha llegado hasta nuestros días, que es emblemática del yacimiento, tiene una clara influencia tolteca. El dios que preside el sitio, según la mitología maya, es Kukulcán, representación maya de Quetzalcóatl, dios tomado del panteón de la cultura tolteca.

## Toponimia
En idioma maya, Chichén Itzá significa «boca del pozo de los sabios del agua», haciendo referencia al Cenote Sagrado, el gran pozo natural que los habitantes de la región consideraban una de las entradas principales al inframundo, sede de importantes dioses, como los de la lluvia. Además, el nombre del sitio alude a los itzaes, poderosos señores mítico-históricos de la ciudad durante la época de su crecimiento y apogeo.
Su nombre deriva de las palabras mayas chiꞌ ‘boca’, chꞌeꞌen ‘pozo’, its ‘mago o brujo’ y jaꞌ ‘agua’. Al unir las palabras se obtiene ‘la boca del pozo de los brujos del agua’ o ‘en la orilla del pozo de los brujos de agua’. O bien del huasteco chꞌiichꞌen ‘en estado/apariencia de pájaro’, y también del huasteco itsam ‘serpiente’, ‘serpiente emplumada’.

## Historia

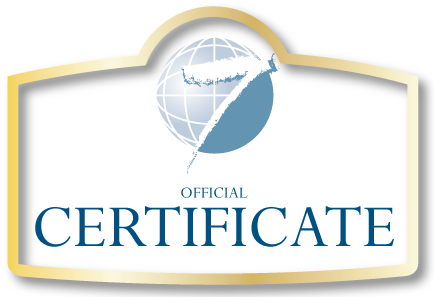
En 2007 Chichén Itzá se convirtió en una de las Nuevas siete maravillas del mundo moderno.

Chichén Itzá fue fundada hacia el año 250 d. C., durante «la primera bajada o bajada pequeña del oriente» que refieren las crónicas, por los chanes de Bacalar (que después se llamaron itzá y más tarde cocomes).
Habiendo establecido los chanes la capital de su gobierno en Chichén Itzá en la época señalada, provenientes de Bacalar, continuaron su trayecto de oriente a poniente en la península de Yucatán, al cabo del cual fundarían también otras ciudades importantes como Ek Balam, Izamal, Motul, TꞌHó, la actual Mérida de Yucatán, y Champotón.
Ya hacia el final del período clásico tardío, Chichén se convirtió en uno de los más importantes centros políticos de las tierras del Mayab. Para el principio del posclásico (desde el año 900 hasta el 1500), la ciudad se había consolidado como principal centro de poder en la península yucateca.

### El Sitio
De acuerdo con la evidencia disponible, es posible que muchas de las construcciones principales de la ciudad hayan sido destruidas y reconstruidas más tarde. Se puede decir que el declive de Chichén Itzá se dio en un contexto de violencia, que condujo a la pérdida de la hegemonía Chichén Itzá en el Mayab.
Se formó la Liga de Mayapán, que fue una unión de casas sacerdotales de la península, entre las que las más importantes eran Uxmal, Mayapán y Chichén Itzá. Sin embargo, esta liga fue destruida por un desacuerdo entre los caciques (halach uinik) de los participantes que llevó a una declaración de guerra de uno de ellos, Hunac Ceel, quien se proclamó halach uinik de Mayapán. Esto originó la ruptura con los itzáes, quienes perdieron el conflicto y debieron finalmente huir en el año 1194 d. C. y refugiarse en el Petén, de donde habían venido originalmente hacía casi diez siglos.
A diferencia del inicio, cuando Chichén fue fundada, en que los mayas venidos de oriente buscaban la paz y el desarrollo de su pueblo estableciéndose en el Mayab (en lengua maya: má ‘no’; yab ‘mucho, muchos’; el lugar para unos cuantos, ‘para no muchos’ —nombre que tenía la región toda antes de la llegada de los españoles—, al final, 1000 años después, la propia región se había convertido en lugar de pugnas y de luchas. En la caída, la élite estaba formada por guerreros, sacerdotes y comerciantes que gobernaban Chichén Itzá. Ellos habían introducido el culto al dios Kukulcán. Había levantado impresionantes construcciones con taludes y muros verticales y representaciones del dios pájaro-serpiente que vino de afuera. En el proceso de declinación el militarismo fue el fundamento indudable de esta cultura. Esto se hace evidente en el monumento llamado Plataforma de las Calaveras, donde exhibían, clavados en estacas, los cráneos de cientos de enemigos.
Chichén Itzá conservaba su fama de sitio sagrado en la época de la conquista, y aún acudían a la antigua capital de los itzáes peregrinos mayas a realizar rituales en el Cenote Sagrado, en el Castillo y el Osario. Por la importancia de Chichén Itzá, Francisco de Montejo llegó a plantear establecer ahí la capital de la provincia de Yucatán, aunque la idea no prosperó. Los cronistas de la época, como fray Diego de Landa, quedaron impresionados por las dimensiones de Chichén Itzá y por sus bien conservadas construcciones.

## Gran Museo de Chichén Itzá
Artículo principal: Gran Museo de Chichén Itzá
El Gran Museo de Chichén Itzá es un espacio arqueológico inaugurado el 28 de febrero de 2024, ubicado en la Comisaría de Pisté, municipio de Tinum, Yucatán. Forma parte del Centro de Atención a Visitantes (Catvi) y alberga más de 1,000 piezas, incluyendo 400 originales provenientes de diversas instituciones y hallazgos recientes del Tren Maya.
El museo ofrece un recorrido por la historia de Chichén Itzá a través de 14 ejes temáticos, destacando la Sala Cenote Sagrado, con una recreación multimedia de este sitio ceremonial. También exhibe esculturas de Chac Mool, una mesa de piedra con relieves de cautivos y ofrendas descubiertas en los sacbeo'ob (caminos mayas).
Con 3,400 m² de espacio, el recinto cuenta con salas de exhibición, talleres, conferencias y un centro gastronómico con difusión en lengua maya. Su ubicación permite el acceso a turistas que llegan a la estación Chichén Itzá del Tren Maya.

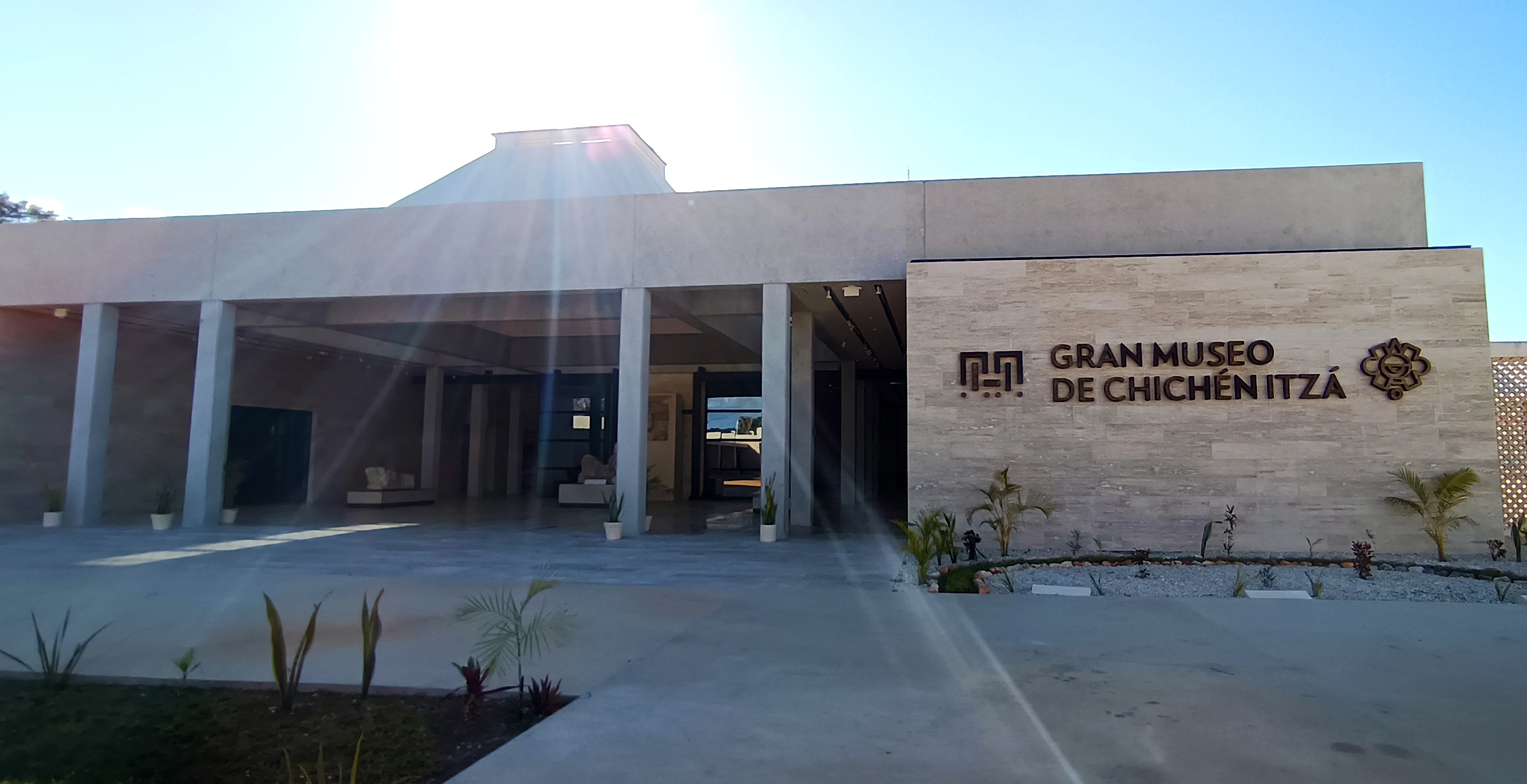
Entrada del Gran Museo de Chichén Itzá.
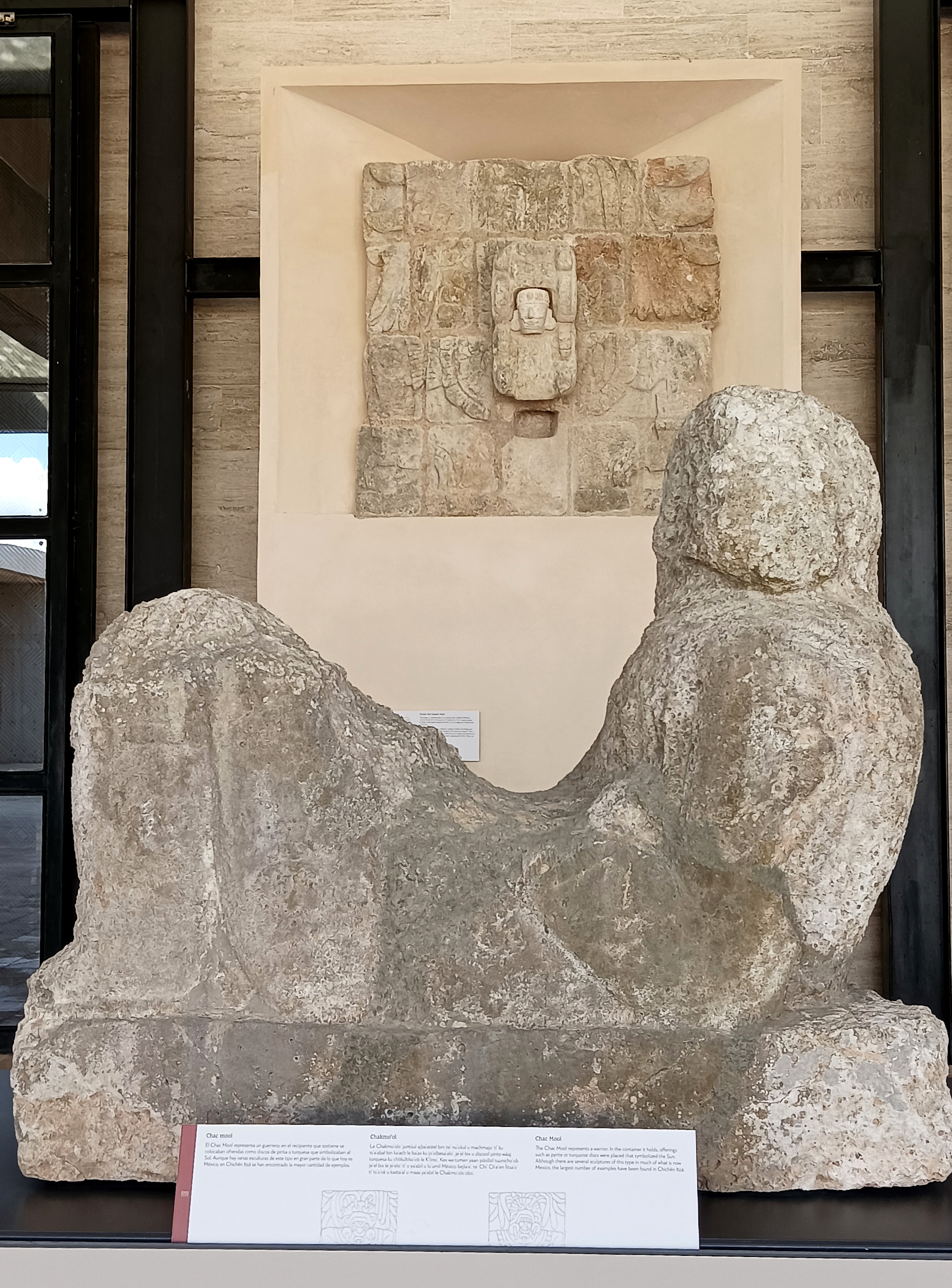
Escultura de Chac Mool en la entrada del museo.

## Arquitectura

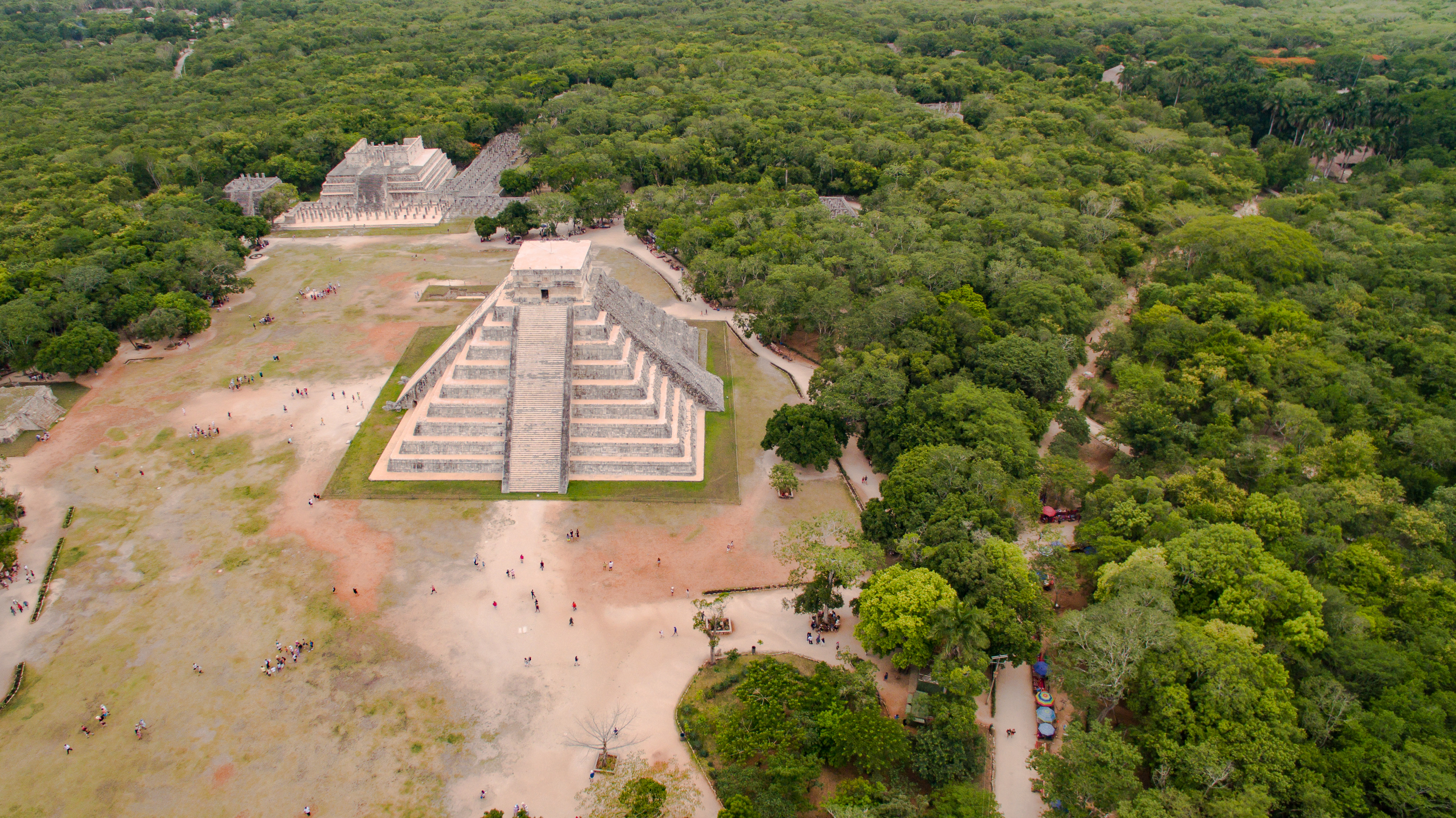
Vista aérea de las edificaciones de Chichén Itzá con influencia de las culturas provenientes del altiplano mexicano, y la mezcla con el estilo Puuc.

Las edificaciones de Chichén Itzá muestran un gran número de elementos arquitectónicos e iconográficos que algunos historiadores han querido llamar mexicanizados. Lo cierto es que es visible la influencia de las culturas provenientes del altiplano mexicano, y la mezcla con el estilo Puuc, proveniente de la zona alta de la península, de la arquitectura clásica maya. La presencia de estos elementos procedentes de las culturas del altiplano fue interpretada hasta hace algunos años como producto de una migración masiva o conquista de la ciudad maya por parte de grupos toltecas. Sin embargo, estudios más recientes sugieren que pudieron haber sido la expresión cultural de un sistema político muy extendido y prestigioso durante el posclásico temprano en toda Mesoamérica.

## El Castillo y el descenso de Kukulcán

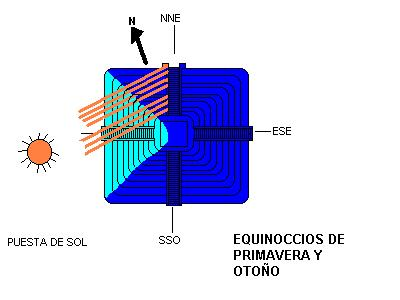
Formación de siete triángulos isósceles de luz en la escalera NNE simulando el cuerpo de una serpiente durante los atardeceres equinocciales, los rayos de luz penetran por la esquina nor-poniente de los basamentos de la fachada ONO.

Los múltiples y monumentales edificios de la explanada de Chichén Itzá están presididos por la Pirámide de Kukulcán, llamada por muchos "el Castillo", uno de los edificios paradigmáticos de la arquitectura maya. Es una pirámide de cuatro lados que culmina en un templo rectangular. Se asienta sobre una plataforma rectangular de 55.5 metros de ancho y tiene una altura de 24 metros. Cada lado de la pirámide tiene una gran escalinata, 91 escalones por lado y uno más que conduce al templo superior, dando 365 escalones, uno por día del año. Balaustradas de piedra flanquean cada escalera, y en la base de la escalinata norte se asientan dos colosales cabezas de serpientes emplumadas, efigies del dios Kukulcán. Es en estas escalinatas, y muy particularmente en sus pretiles o balaustradas, donde se proyectan alrededor del día equinoccial las sombras de las aristas de las plataformas o basamentos superpuestos que integran el gran edificio, configurándose así la imagen del cuerpo de la serpiente, que al paso de las horas parece moverse descendiendo y rematando en la mencionada cabeza pétrea situada en la base inferior de la escalinata.

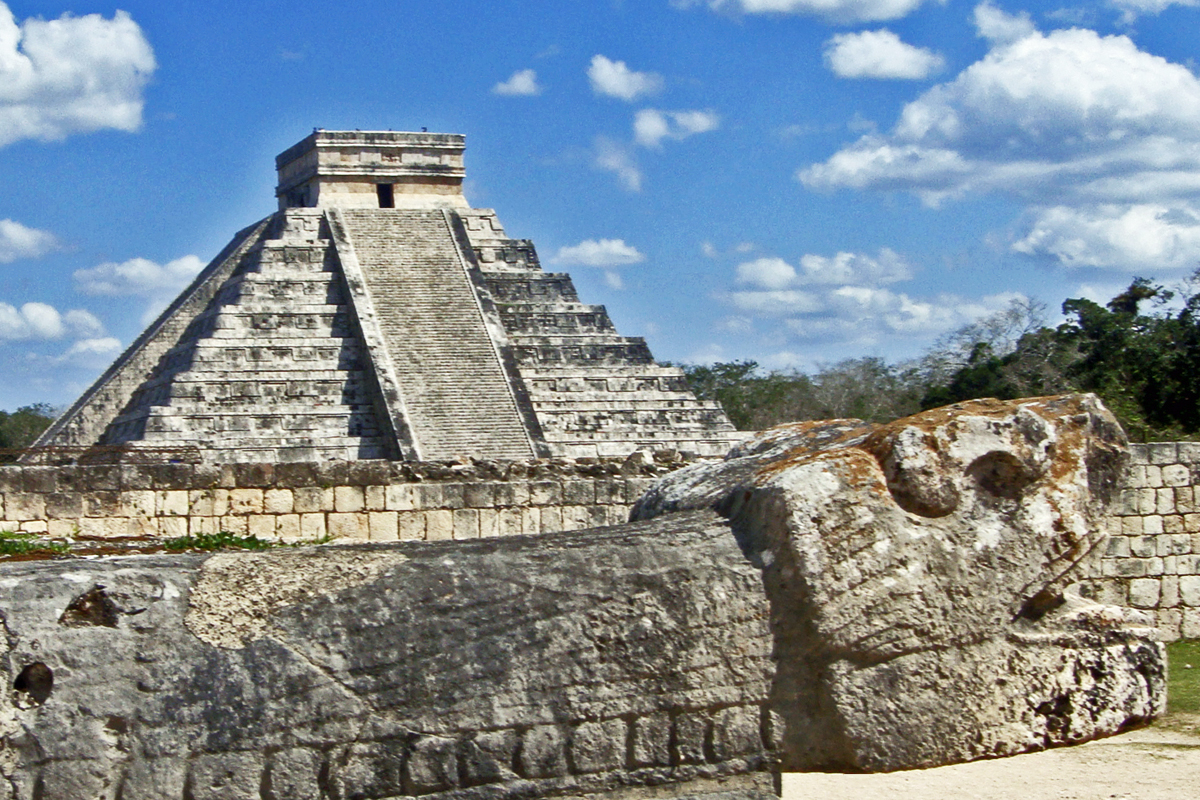
Vista de la pirámide de Kukulkán desde uno de los templos.

Es una opinión común que este juego de luz y sombra representa la "bajada" de Kukulcán a la tierra, como quisieron los mayas simbolizar el mandato superior de acudir a la labor agrícola, ante la inminencia de la llegada de las lluvias, al concluir el mes de marzo en que se inicia la temporada de siembra de la milpa en la región. También se ha propuesto que el fenómeno refleja la relación entre el conocimiento astronómico, la arquitectura y el trabajo agrícola.
Sin embargo, las orientaciones astronómicas, que evidentemente tenían tanto el significado ritual como la utilidad práctica relacionada con el ciclo agrícola, están plasmadas en muchos edificios, tanto en Chichén Itzá como en otros sitios. Asimismo se ha demostrado que las orientaciones que registren los equinoccios astronómicos son prácticamente inexistentes en la arquitectura maya y que el fenómeno del Castillo de Chichén Itzá puede observarse durante varias semanas, sin que los pequeños cambios permitan determinar los equinoccios o cualquier otra fecha, por lo que resulta poco probable que haya sido planificado por los mayas.
En 1997, las Universidades de Minnesota y San Francisco realizaron estudios con radares en la zona que permitieron el descubrimiento de un cenote oculto bajo la pirámide de El Castillo de Chichén Itzá. En 2015, el Instituto de Geofísica de la Universidad Nacional Autónoma de México realizó resonancias magnéticas que permitieron representar gráficamente al cenote, ocho metros oculto bajo la pirámide. En 2017, el equipo de investigación del Gran Acuífero Maya inició exploraciones en cuevas cercanas para descubrir una entrada a este cuerpo de agua. Sin embargo, la entrada estaba bloqueada por piedras que probablemente fueron colocadas ahí intencionalmente. Se cree que este cenote se mantuvo oculto por representar el centro del mundo.

## Cenote sagrado

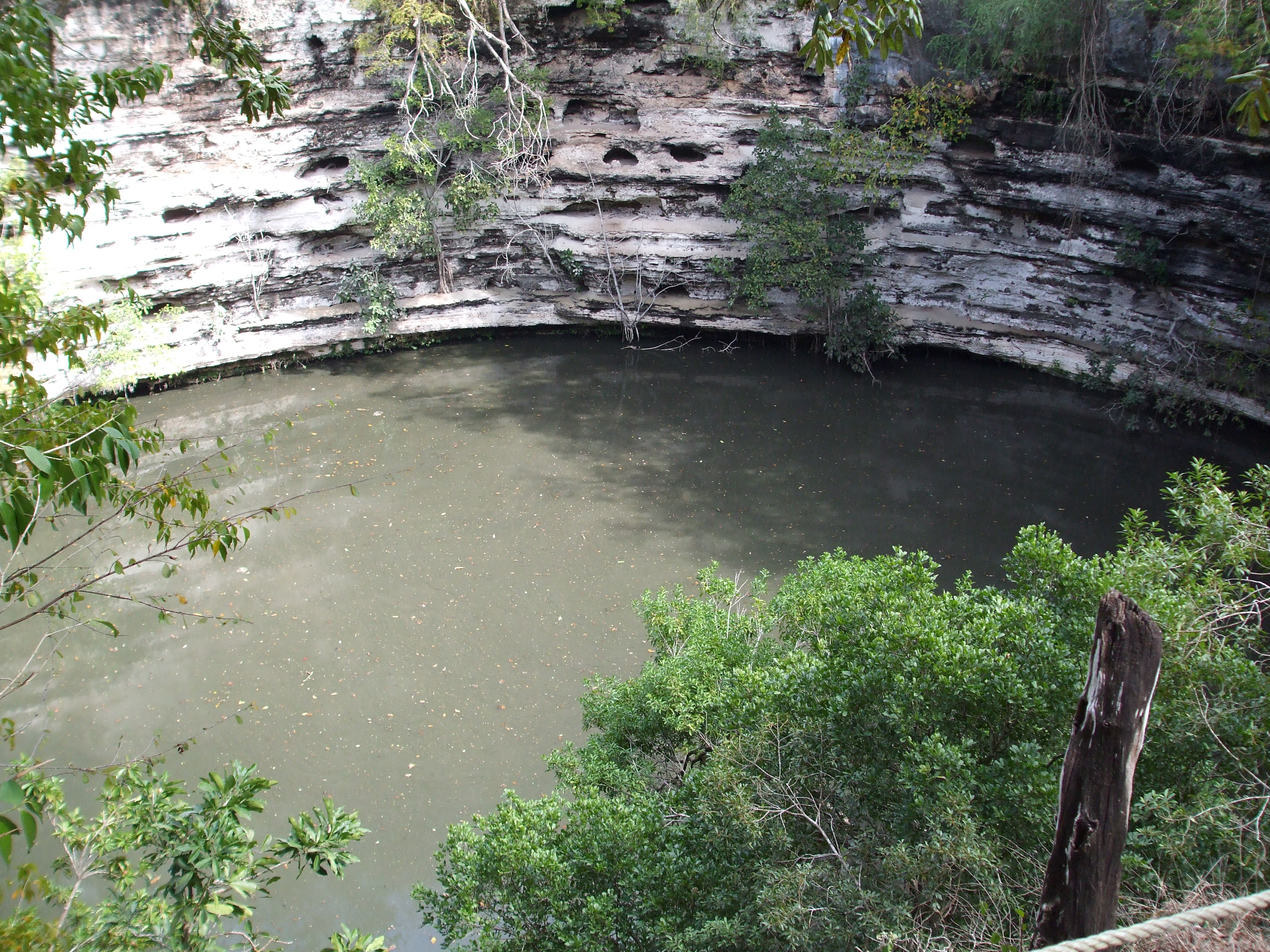
Vista del cenote sagrado.

Es un cenote a cielo abierto de 60 m de diámetro, con paredes verticales de aproximadamente 15 m del nivel de altura del acceso a la superficie del agua y de 13 m de profundidad, que es aproximadamente el primer piso freático en esa zona de la península de Yucatán.
El cenote sagrado de Chichén Itzá era y es considerado uno de los más importantes lugares de peregrinación de la cultura maya, y a él peregrinaban personas de lugares muy distantes de Centroamérica, como Piedras Negras.
A principios del siglo XX d. C. un cónsul estadounidense, Edward Herbert Thompson (1857-1935), se enteró de leyendas en las que se describía el sacrificio de doncellas ricamente ataviadas en el cenote, así que compró la propiedad en donde se encuentra, dragó el cenote Archivado el 7 de febrero de 2021 en Wayback Machine. y extrajo numerosos objetos que envió a su país, vendiéndolos, principalmente al Museo Peabody de Massachusetts.
En 1926, el Gobierno mexicano expropió los terrenos donde se encontraba la entonces "Hacienda Chichén" y demandó a Thompson, acusándolo de haberse apropiado de manera ilegal del patrimonio. El litigio se prolongó hasta 1945, año en el que la Suprema Corte de Justicia de la Nación falló en favor del estadounidense, dictaminando que Thompson había comprado la propiedad de manera legal y al no existir leyes de protección al patrimonio, el estadounidense tenía el derecho de explorar y exportar lo encontrado en el cenote de su propiedad. Aunque el arqueólogo había fallecido en 1935, la propiedad fue devuelta a sus herederos. Finalmente, después de diversas gestiones del Gobierno mexicano, retornó a México, en 1970 y en 2008, una buena cantidad de las invaluables piezas arqueológicas, que se encuentran a resguardo en diversos museos mexicanos.
No obstante el aspecto legal, muchos expertos de entonces, entre los cuales Teoberto Maler, consideran que Thompson actuó con dolo y una total falta de ética, saqueando el cenote.

### Sacrificios humanos
Actualmente, la antigua concepción del sacrificio de doncellas en el cenote sagrado ha quedado superada con las investigaciones osteo-arqueológicas y epigráficas recientes. En realidad los sacrificios en el cenote sagrado eran mayormente de niños, a quienes se ataviaba a la imagen de los dioses gemelos y se los sacrificaba en ceremonias ligadas al mito maya de la creación. Esto explicaría el limo color azul maya del fondo del cenote (color que en la cosmovisión maya representaba lo sagrado) y la razón por la cual cerca de un 80% de los huesos encontrados en el cenote sagrado son de niños.  La mitad de los niños sacrificados tenían entre los 3 y los 6 años de edad.

## Estructuras adicionales

### El Gran Juego de Pelota

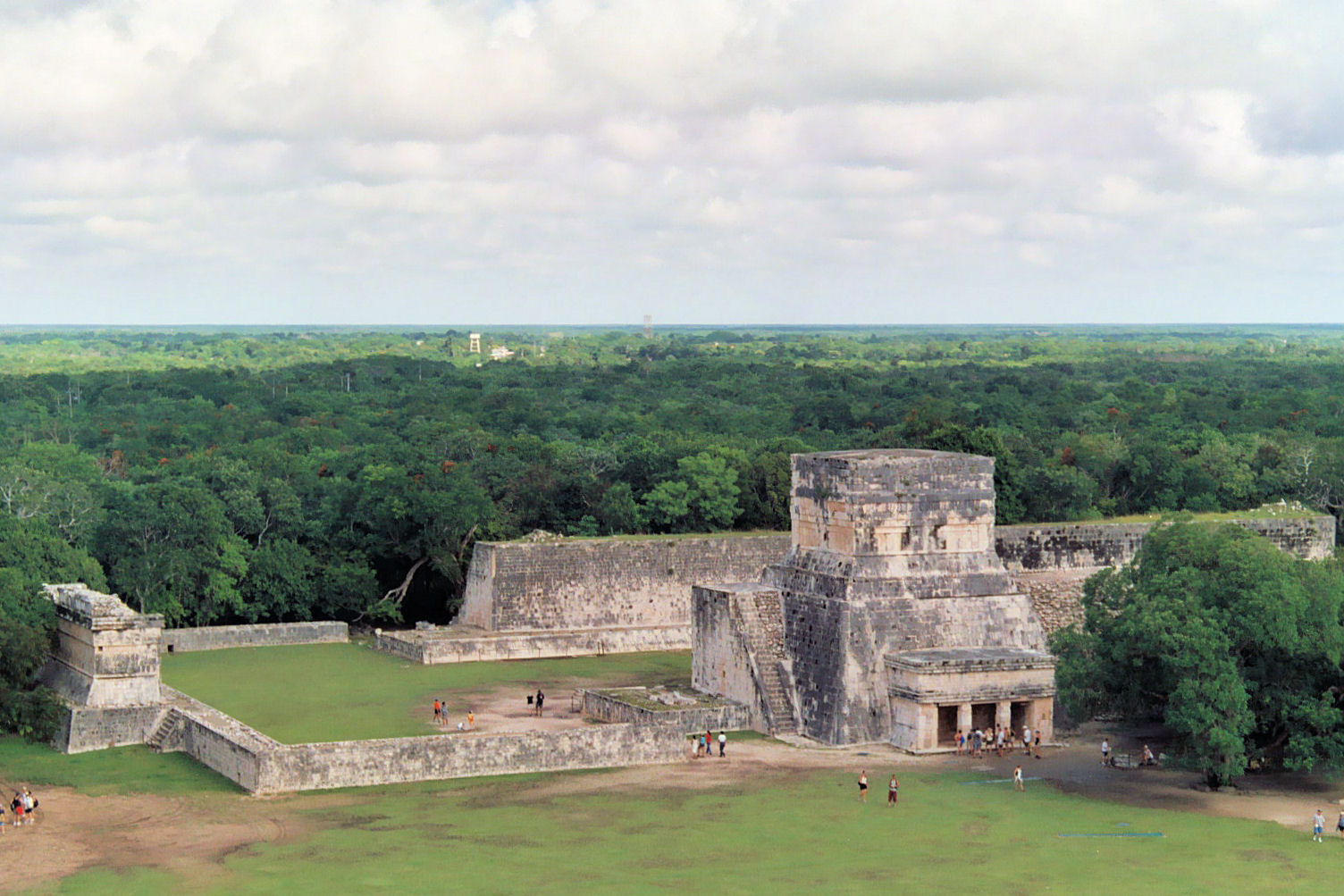
Estructuras del Gran Juego de la Pelota.

El Gran Juego de Pelota en Chichén Itzá muestra el arribo y desarrollo de los Itzáes, la evolución de las ideas religiosas, y el estilo llamado “Maya Yucateco” porque está mezclado con elementos de la zona original del Puuc. Este estilo combina arquitectura, escultura, y pintura en función del militarismo y el culto de Kukulkán, que comenzó a extenderse hacia la región maya en el período clásico, produciendo un renacimiento a la cultura y la sociedad en las tierras de Yucatán.

### Templo del Jaguar
El Templo del Jaguar en Chichén Itzá fue construido entre los años 1000 y 1150. Toma su nombre de una secuencia de jaguares ubicada en la parte frontal de la estructura, consta de diferentes capas que están intrincadamente esculpidas y muestran diferentes tipos de imágenes. Dos gigantescas serpientes emplumadas formaban las columnas en el vestíbulo de entrada, mientras que las paredes interiores estaban ricamente decoradas en piedra.

### Templo Sur del Juego de Pelota
El Templo Sur del Juego de Pelota en Chichén Itzá está lamentablemente muy destruido, probablemente debido a sus grandes dimensiones.

### Templo del Hombre Barbado
El Templo del Hombre Barbado es quizás el mejor conservado de los edificios que rodean el Gran Juego de Pelota, el Templo recibe su nombre de un extraño hombre barbudo que encabeza la escena. Se encuentra sobre una pared de tres cuerpos escalonados junto con la escalera principal que se asienta sobre una plataforma.

### Templo de las Águilas y Jaguares

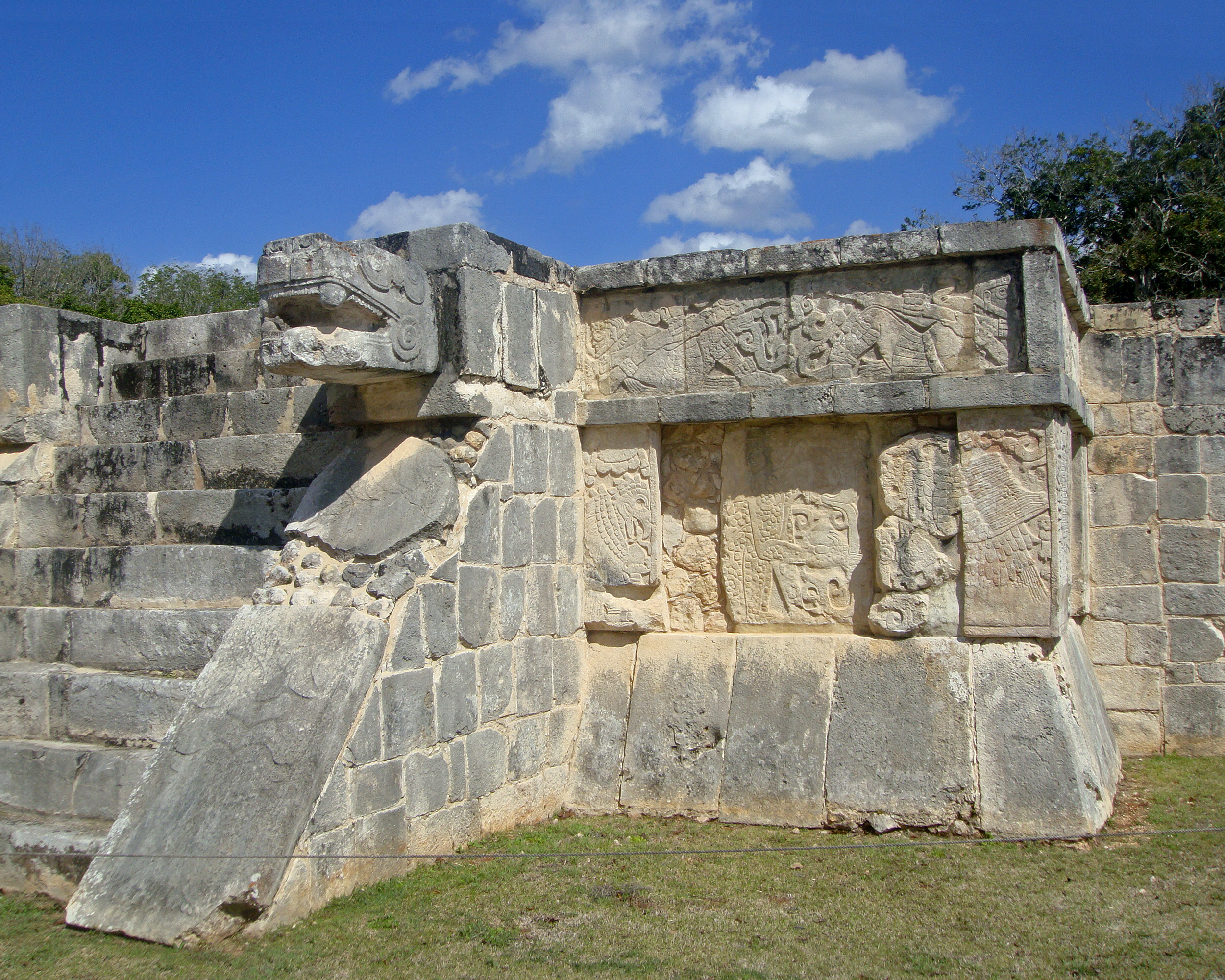
Plataforma de las Águilas y los Jaguares.

El Templo de las Águilas y Jaguares obtuvo su nombre de relieves que muestran a estos animales devorando corazones humanos, este Templo es la más pequeña del conjunto de estructuras que forman “El Gran Plano”, que incluye: el Templo de Kukulkán, el Templo de Venus y Gran juego de pelota.

### Templo de Venus
El Templo de Venus en Chichén Itzá recibe su nombre porque hay representaciones en bajorrelieve del planeta Venus en sus paneles exteriores en forma de Años Maya junto a una media flor con palos en los pétalos; También está el símbolo de estallido pop o trenzado que significa señorío y poder. El Templo de Venus también se conoce como la Tumba de Chacmol porque su escultura se encontró en su interior.

### Cenote Sagrado
El Cenote Sagrado en Chichén Itzá está ahí porque la Península Maya tiene la mayor parte de sus corrientes de agua subterráneas, principalmente debido a la superficie de piedra caliza que absorbe rápidamente el agua de lluvia. Los mayas llamaron a estos pozos naturales ts’onot, una palabra que se transformó en español y llevó a Cenote.

### Templo de las Mesas
Llamado Templo de las Mesas debido a los niveles superpuestos que dan la apariencia de mesetas, este templo construido junto al de los Guerreros, es una pequeña pirámide de cuatro niveles que previamente culminó con un templo con dos columnas de serpientes.

### Templo de los Guerreros

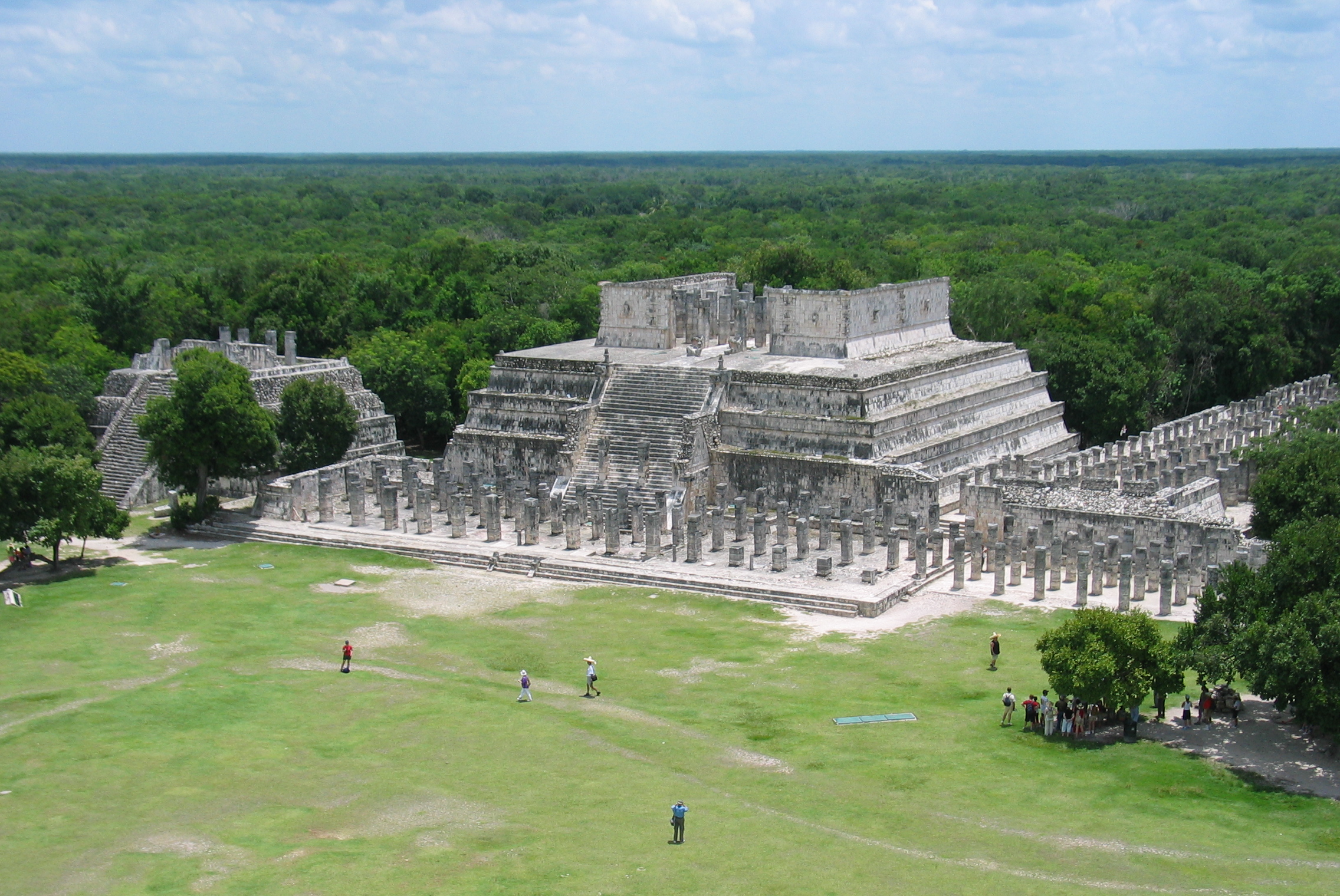
Templo de los Guerreros y Grupo de las Mil Columnas.

El Templo de los Guerreros en Chichén Itzá se construyó alrededor del año 1200 y es uno de los edificios más hermosos y mejor conservados de este sitio. Chichén Itzá tiene decenas de edificios, pero cuando la gente piensa en este sitio, siempre piensa en el Castillo, el Cenote Sagrado, el Gran Juego de Pelota y, por supuesto, el Templo de los Guerreros.

### Grupo de las Mil Columnas
El Grupo de las Mil Columnas en Chichén Itzá es en realidad un templo, conectado al templo de los Guerreros, que recibe su nombre por las doscientas columnas que se encuentran en la explanada de la estructura.

### Pilares del Norte
Los Pilares del Norte en Chichén Itzá son parte del conjunto principal de columnas que se encuentran en el lado del Templo de los Guerreros. Están decoradas en sus cuatro caras con relieves de guerreros, sacerdotes y prisioneros, así como plazas con la efigie del Hombre Pájaro Serpiente o Kukulkán.

### El Osario
El Osario de Chichén Itzá también se conoce como la tumba del gran sacerdote. Esta estructura mide más de 10 metros de altura y está formada por nueve cuerpos escalonados muy similares a El Castillo, que parece ser una réplica, con la diferencia de tener menos altura y un friso cubierto de relieves mitológicos decorados en sus esquinas con la efigie del dios Chaac similar a las que se encuentran en el Templo de los Guerreros y el Templo de Venus.

### Plataforma de las Tumbas
La Plataforma de las Tumbas en Chichén Itzá, también es conocida como 3C4 y tiene tres cámaras que contenían restos humanos, por lo que obtuvo su nombre comúnmente conocido. En la primera de las cámaras, había dos esqueletos en muy malas condiciones pertenecientes a individuos masculinos, y algunos vasos fragmentados. En la segunda cámara, otros dos esqueletos masculinos dañados fueron encontrados, además de dos vasos rotos, dos objetos de jade, un sonajero de cobre, un cristal de roca y muchos ornamentos de conchas que hacen que los arqueólogos consideren que habían sido parte de una máscara.

### Plataforma Venus
La Plataforma Venus es muy similar a la Templo de Venus en la Gran Plaza donde se encuentra la Pirámide de Kukulkán. La plataforma redonda contenía una caja de ofrendas y un pequeño pavimento de losa. La función de ambos era servir como plataformas para las ceremonias, los ritos o las danzas.

### Chichanchob (Casa Colorada)
Este edificio es el más grande y mejor conservado de los cuatro edificios que rodean la plaza o la llanura principal. Chichanchob se traduce como “pequeños agujeros” del Maya chi’ich’ichan, que significa “pequeño”, y ch’ob, “agujero”; tal vez debido a los pequeños agujeros en su cresta levantada. También se conoce comúnmente como Casa Colorada, debido a una franja pintada en rojo dentro del vestíbulo o la primera bahía.

### Casa del Venado
La Casa del Venado en Chichén Itzá ya se encuentra muy deteriorada, pero tiene pautas arquitectónicas muy similares a las de Chichanchob. Está en una plataforma o sótano con esquinas redondeadas y una fachada lisa, y con un friso entre molduras y crestas en la parte delantera sin ningún tipo de decoración. Es parte de una plaza que contiene Chichanchob, y probablemente un complejo residencial asociado con el Osario.

### Observatorio

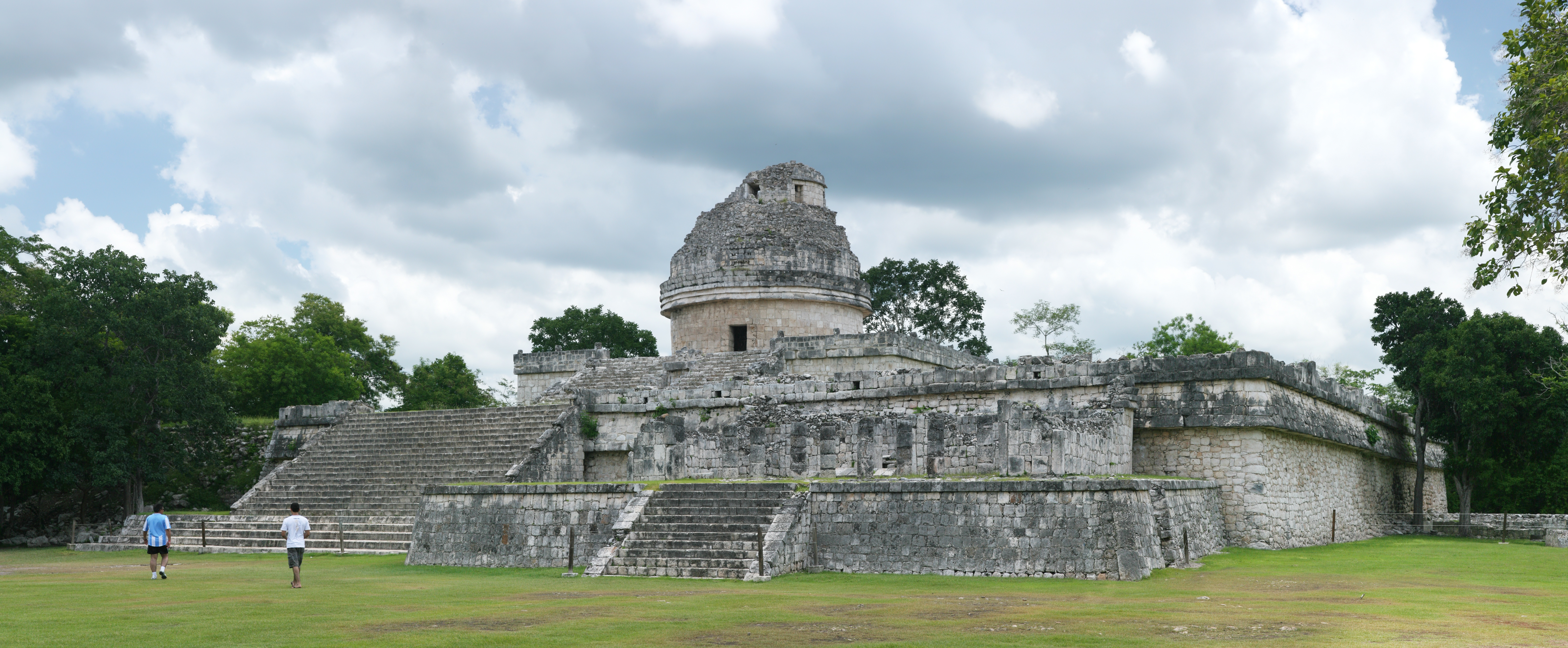
El Observatorio de Chichén Itzá ("El Caracol").

El Observatorio de Chichén Itzá, también conocido como el Caracol, es una estructura redonda muy similar a las que existen en otras partes de Mesoamérica.
Tiene algunas ventanas en la parte superior desde donde se podían ver los equinoccios, las puestas de sol, los solsticios, las posiciones de Venus y otras estrellas, y basados con la observación se guiaron para muchas de las decisiones y acciones tomadas por la clase dominante.

### Complejo de las Monjas

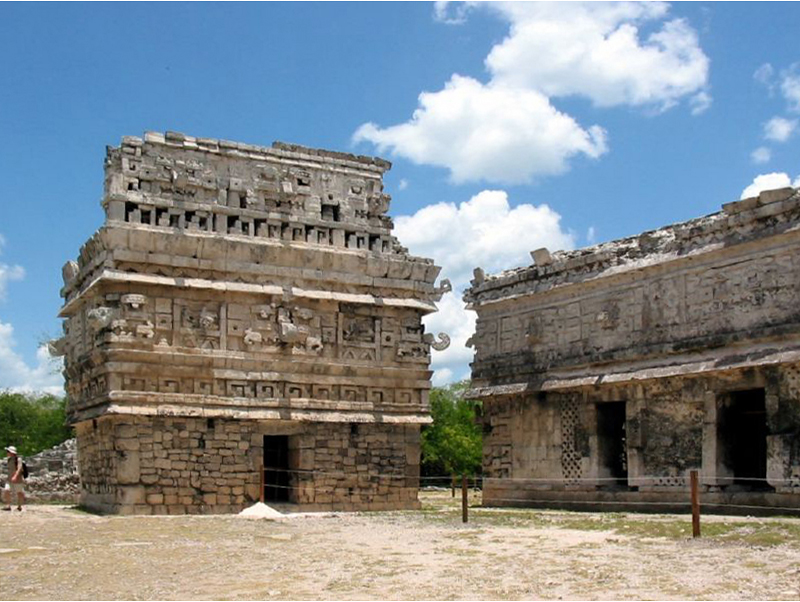
La Iglesia en el Complejo de las Monjas.

El Edificio de las Monjas en Chichén Itzá tiene su frente hacia el norte y consta de tres edificios: Las Monjas, las alas Este y Sudeste, que corresponden a varios períodos de construcción que se superponen.

### La Iglesia
Cuando la Iglesia de Chichén Itzá fue descubierta por la primera vez, este edificio era notable por el buen estado de conservación en que se encontraba y por la riqueza y belleza de sus ornamentos. La Iglesia es un pequeño edificio al lado de Las Monjas con una sola cámara y una puerta de acceso, similar a una capilla rectangular, de su nombre cambio a este.
El Tzompantli, o Plataforma cráneo (Plataforma de los cráneos), muestra una clara influencia cultural de la meseta central de México. A diferencia del Tzompantli de las tierras altas, sin embargo, las calaveras fueron empaladas en vertical en lugar de horizontal como en Tenochtitlan.
El Mercado es un edificio que tiene la forma de una T. En la parte frontal se levanta una plataforma de 80 metros de largo por 15 de ancho compuesta de una fila de pilares. El pórtico está techado con una bóveda y un acceso en el centro del muro sur lleva a un patio cuadrado que está rodeado por columnas (Marquina, 1964). Adyacentes al muro que se ubica detrás del pórtico hay dos banquetas decoradas con serpientes emplumadas, y el talud con una procesión de guerreros. En esta representación se ve a un personaje central que tiene una serpiente emplumada por detrás de su cuerpo. Es un guerrero que lleva un tocado en forma de máscara de águila, orejera en forma de cuenta tubular, pectoral circular, protector de brazos, dos lanzas en la mano izquierda, falda, rodillera y sandalia. Este personaje está pisoteando dos cautivos que llevan tocados emplumados, protectores de brazos, tobilleras y sandalias. En ambos lados de este individuo principal hay una procesión de prisioneros amarrados por sogas en las manos.

### Descubrimiento de una Escultura de Atlante
El descubrimiento de una escultura de un atlante en la zona arqueológica de Chichén Itzá, Yucatán, es un hallazgo arqueológico significativo que subraya la importancia cultural e histórica de esta emblemática ciudad maya. La figura, que data de los periodos Clásico Terminal y Posclásico Temprano (800-1200 d. C.), presenta rasgos distintivos de las esculturas tipo atlante, con los brazos alzados y un rico atavío que incluye elementos como cuentas de jade, orejeras y brazaletes. Este hallazgo arqueológico agrega una nueva capa de comprensión a la relación entre Chichén Itzá y otras culturas del centro y noroeste de México central en ese período. La escultura tiene dimensiones de 90 centímetros de altura y 45 centímetros de ancho y se cree que solía formar parte de altares ceremoniales. Este descubrimiento es un testimonio de la rica herencia de la civilización maya en Chichén Itzá y su profundo significado histórico y cultural.

### Rostro Esculpido de un Guerrero Conecta el Pasado y el Presente Maya
El 9 de noviembre de 2023, durante excavaciones en la Casa Colorada de Chichén Itzá, Yucatán, se descubrió un rostro esculpido de guerrero. El hallazgo, dirigido por el INAH y Diego Prieto Hernández, reveló una pieza de 33x28x22 cm, destacando por su buen estado de conservación. Este rostro, parte del relleno del Templo 6 de Maudslay, refleja parámetros escultóricos de épocas tempranas.
Prieto Hernández resaltó la importancia del descubrimiento como un vínculo tangible entre los mayas actuales y sus antepasados. El hallazgo, parte del proyecto arqueológico de Chichén Itzá, contribuye al fortalecimiento arqueológico en la región sureste y península de Yucatán, bajo la iniciativa Promeza. Esta iniciativa también incluye la creación de 10 Centros de Atención a Visitantes y ocho museos nuevos y/o actualizados, como el Gran Museo de Chichén Itzá, conectando así el presente con el legado invaluable de la civilización maya.

## Primeras exploraciones y excavaciones
En el siglo XVI d. C. el conquistador español Francisco de Montejo y el franciscano Diego de Landa realizaron las primeras visitas de los europeos a la zona y dieron cuenta detallada de la existencia de la ciudad.

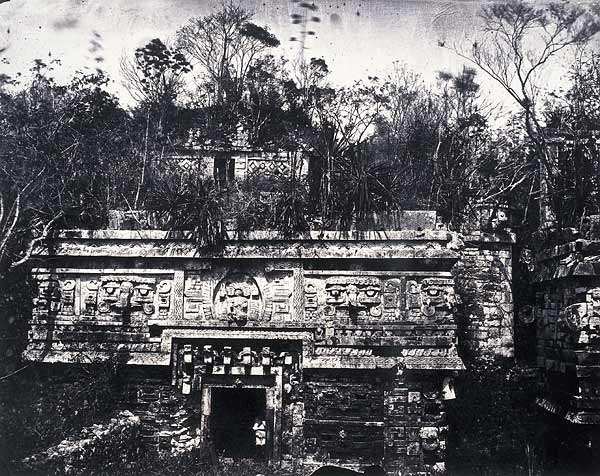
Fachada del Templo de las Monjas, tal y como se encontraba en 1860. Fotografía de Désiré Charnay.

En 1840 el estadounidense John Lloyd Stephens, en compañía del artista inglés Frederick Catherwood, visitó la zona arqueológica de Chichén Itzá. En esa época se encontraba dentro de la hacienda del mismo nombre que pertenecía a Juan Sosa. En 1894, el entonces cónsul de Estados Unidos en México,Edward Herbert Thompson adquirió la Hacienda de Chichén-Itzá y realizó estudios y exploraciones en la zona, en especial dentro del cenote sagrado. Durante esos trabajos muchos objetos encontrados fueron enviados indebidamente al Museo Peabody de Arqueología y Etnología de la Universidad de Harvard, aunque, posteriormente, y debido a la intervención del Gobierno mexicano, algunos de los objetos fueron devueltos. 
En 1923, por invitación del entonces gobernador Felipe Carrillo Puerto el Carnegie Institute of Washington (CIW) obtuvo los permisos necesarios para explorar la zona, siendo el jefe del proyecto Sylvanus G. Morley y su contraparte en México el entonces titular de la Secretaría de Educación Pública Manuel Gamio quien fue alumno en la Universidad de Columbia del famoso antropólogo Franz Boas, quien a su vez era en ese entonces asesor de la CIW.
Al morir Thompson en 1935 la propiedad pasó a sus herederos, aunque el control y la jurisdicción, así como la exploración sistematizada y el mantenimiento del extenso sitio arqueológico está a cargo, por disposición de ley, del Instituto Nacional de Antropología e Historia, organismo descentralizado del Gobierno federal mexicano.
En 1860, el arqueólogo francés Désiré Charnay viajó a México, donde visitó y fotografió varias de las ruinas mayas, entre ellas Palenque, Izamal, Chichén Itzá, Uxmal, Sisal, Dzitás y Ticul, así como las ciudades de Mérida y Campeche. A su retorno a Francia, logró montar una exposición con las fotografías tomadas en México, que cautivaron la atención de la sociedad parisina, al grado que el emperador Napoleón III patrocinó en 1863 la edición de su libro Cités et ruines americaines, en donde describió lo aprendido en sus viajes y se publicaron placas de sus mejores fotos.

## Imágenes

### Galería

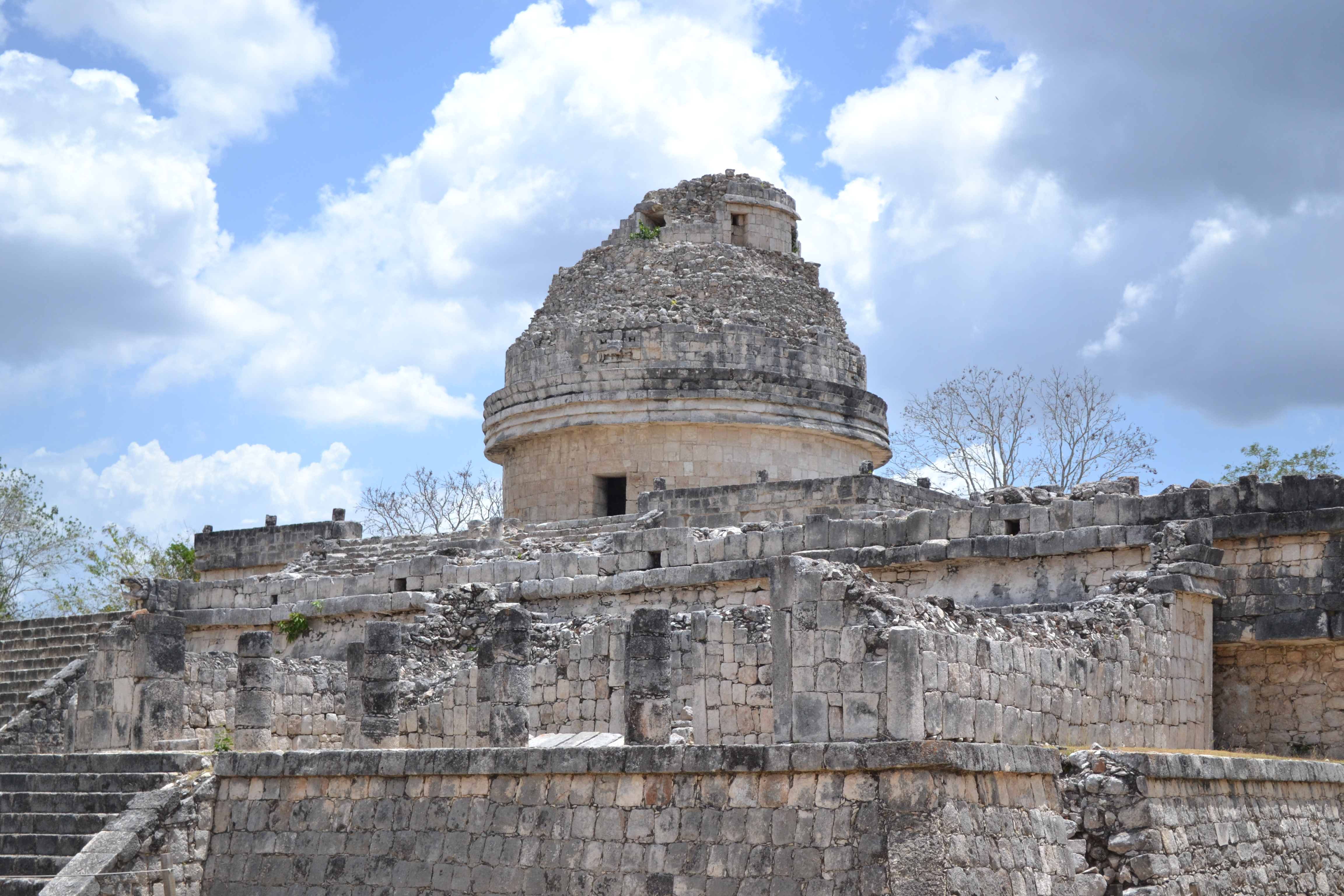
Vista de «El Caracol»
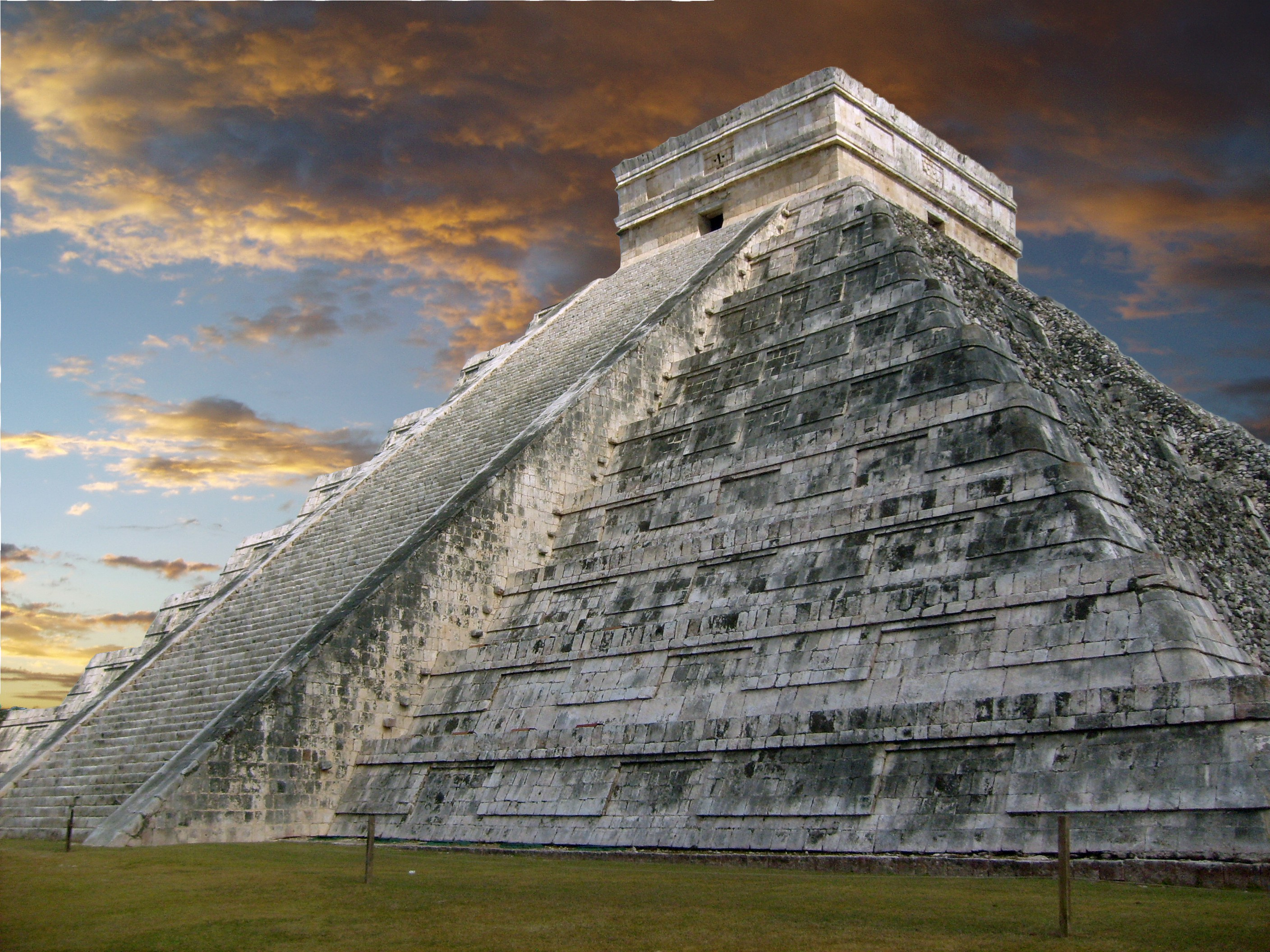
Otra vista de la Pirámide de Kukulcán
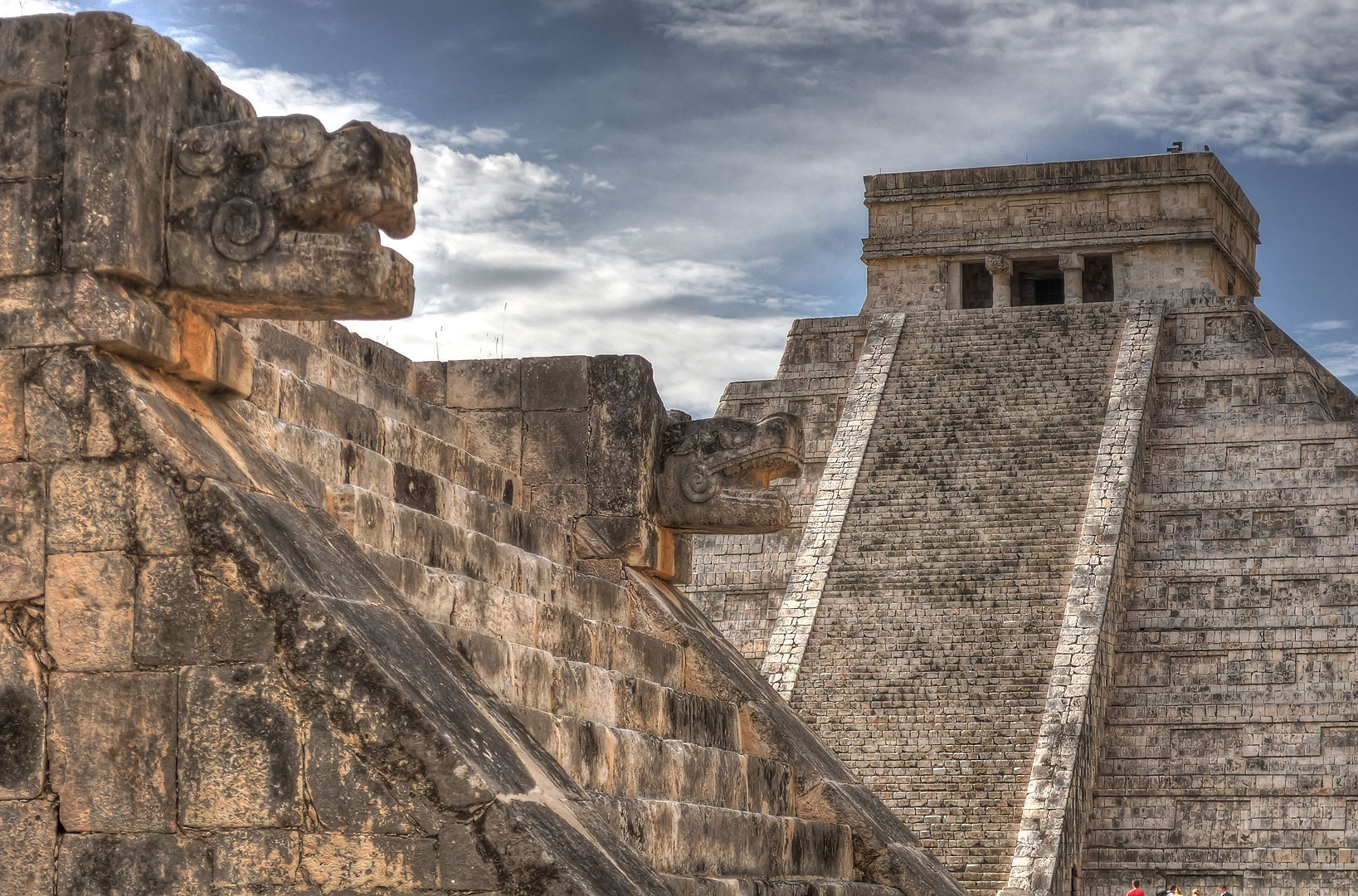
Chichen Itzá
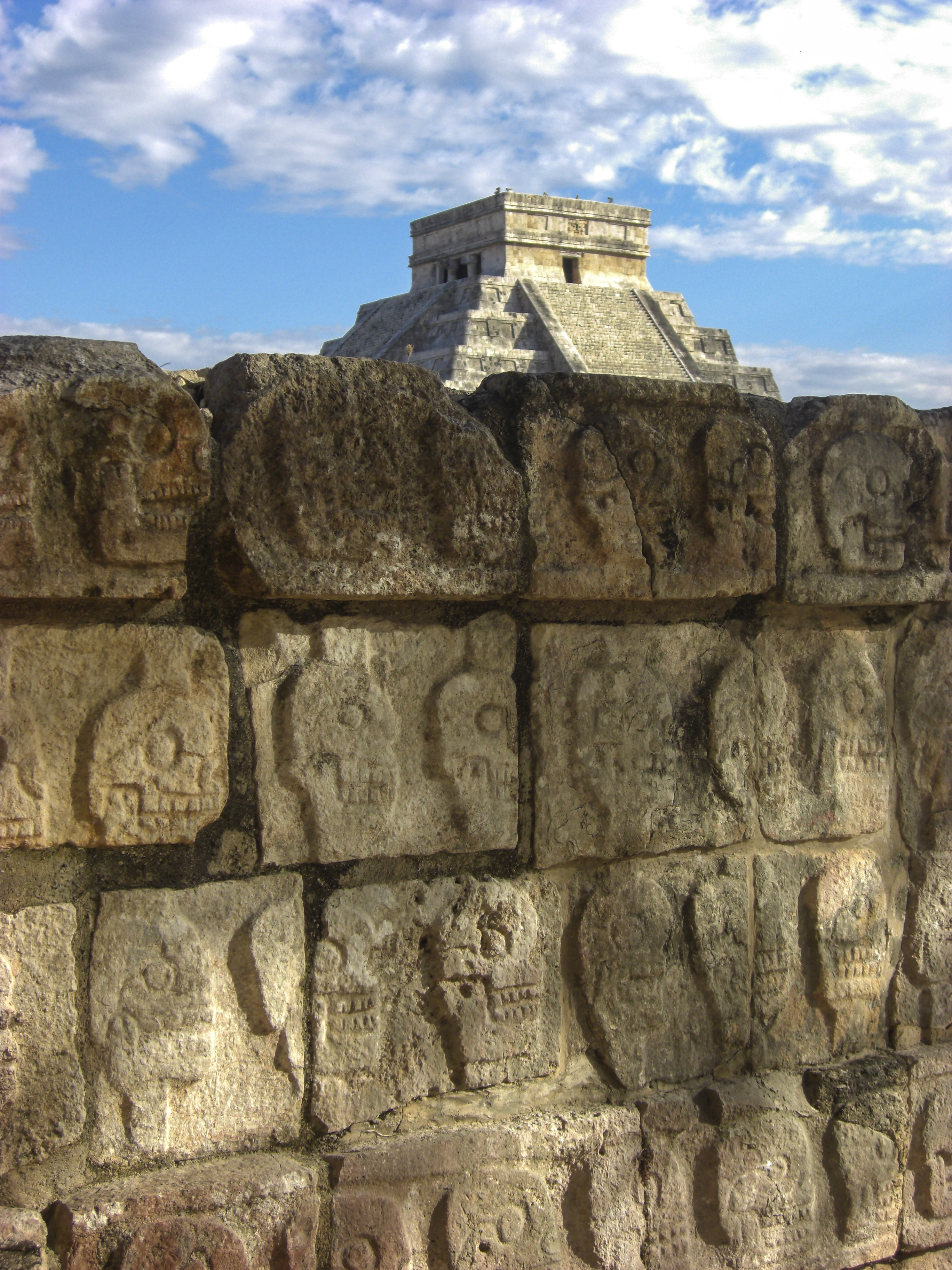
Calaveras de Chichen Itzá
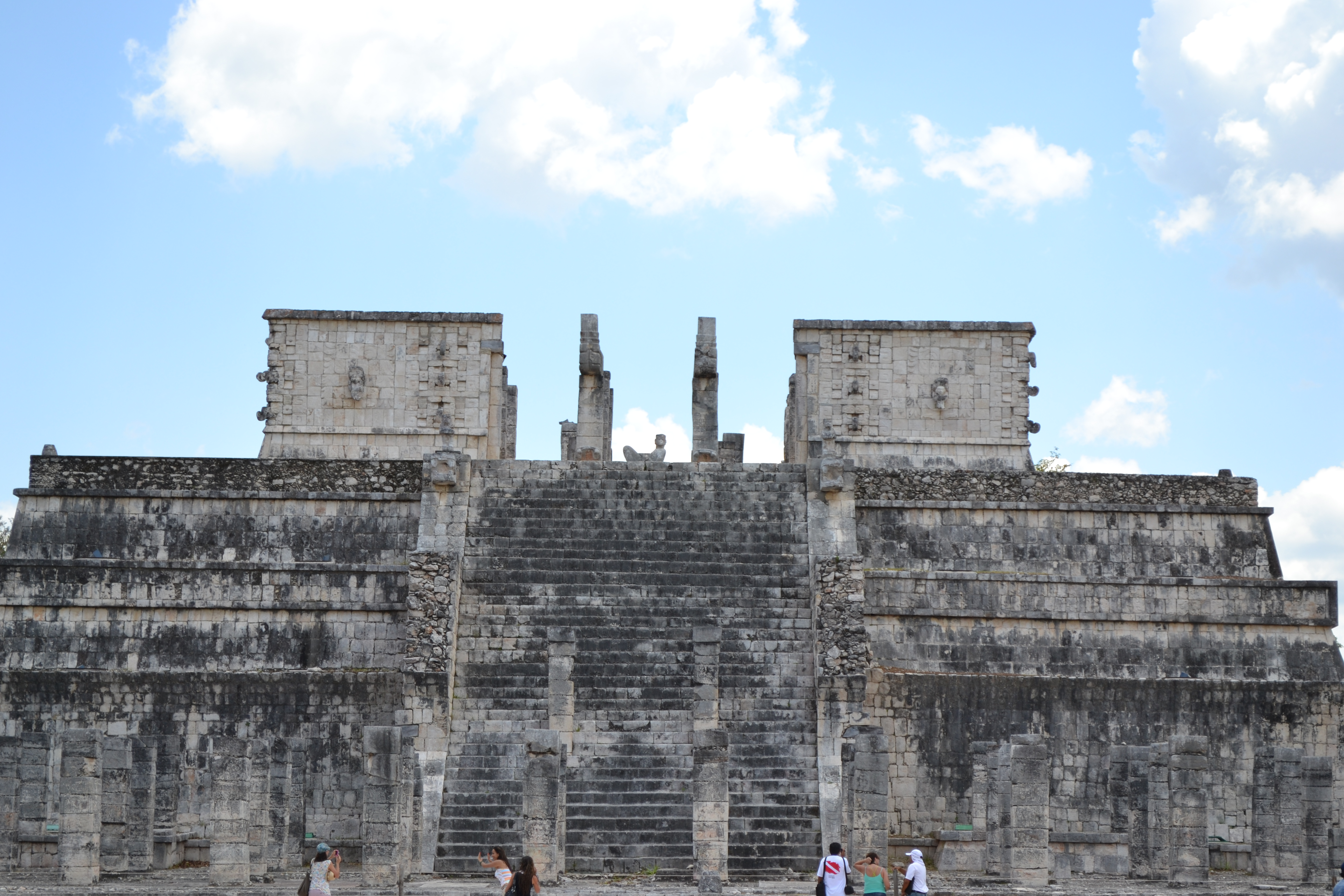
«Templo de los Guerreros» y de las «Mil Columnas» en donde se encuentra el Chac Mool
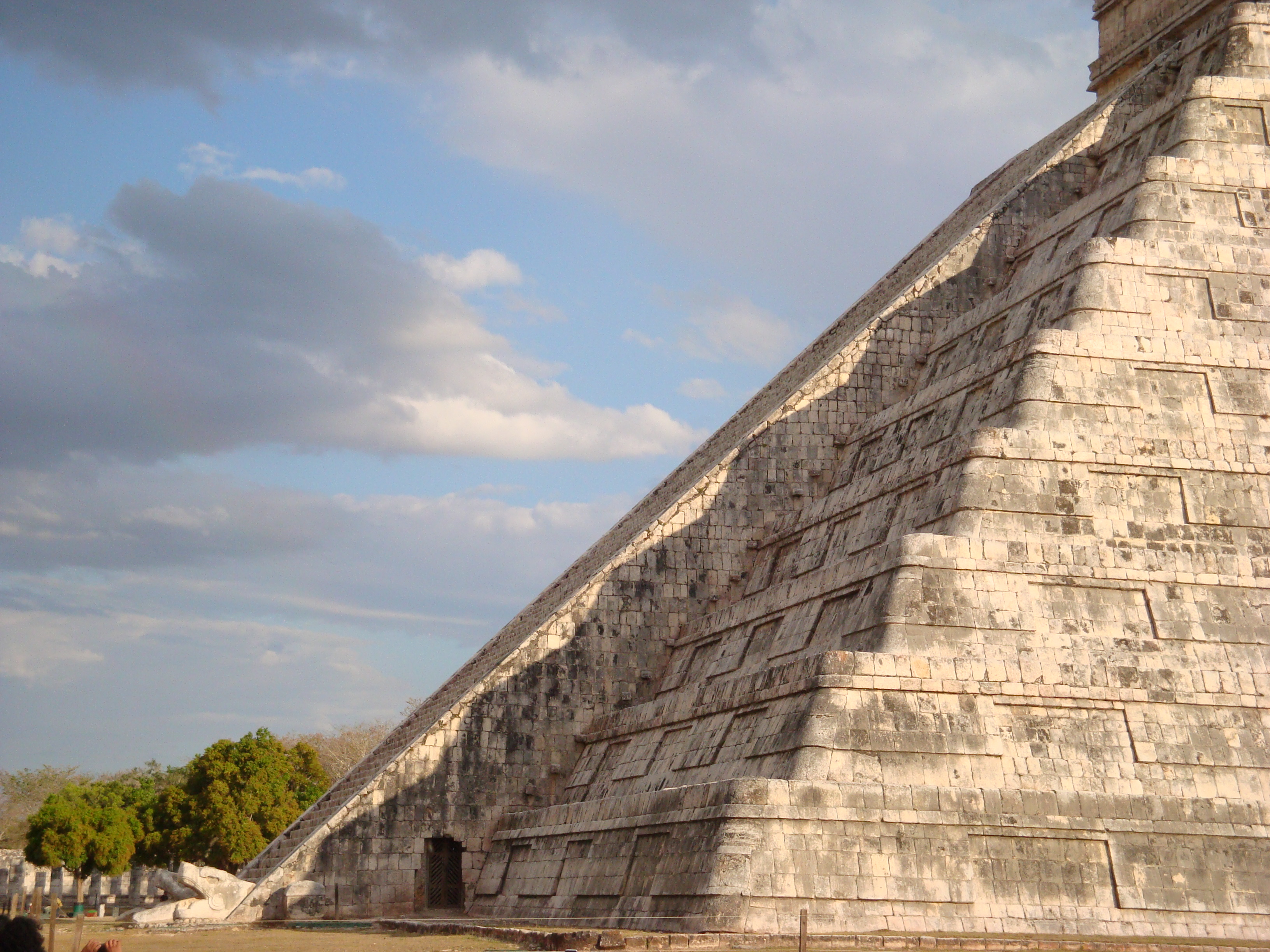
El efecto del descendo de la serpiente observado en el Templo de Kukulcán durante el equinoccio de marzo de 2009
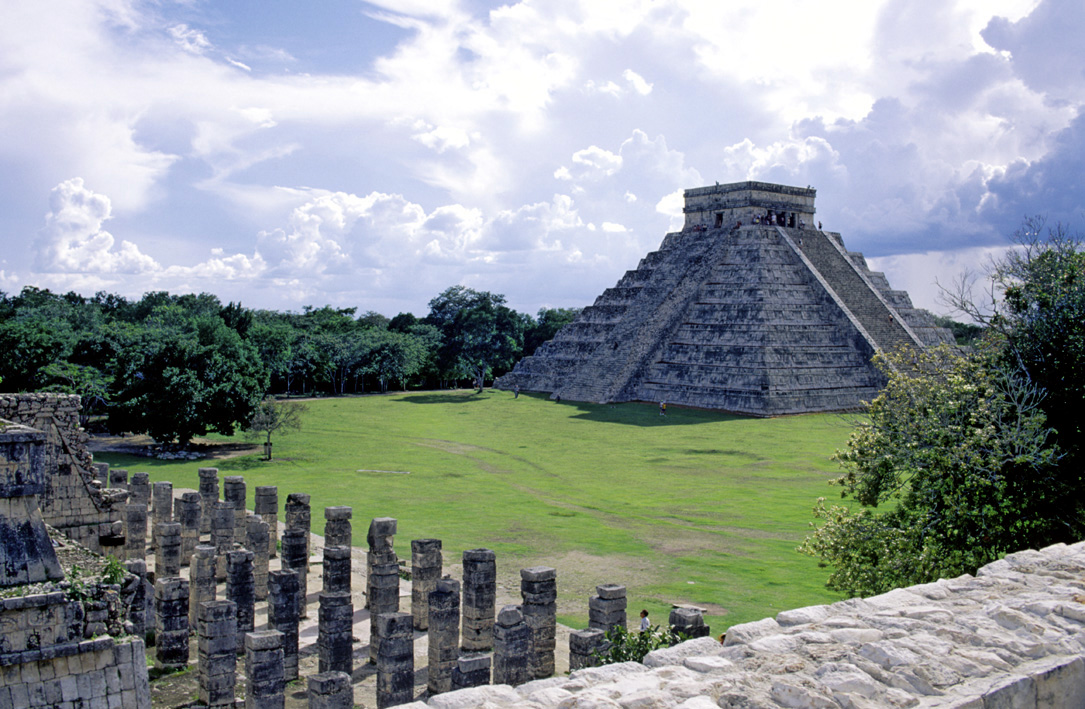
Vis
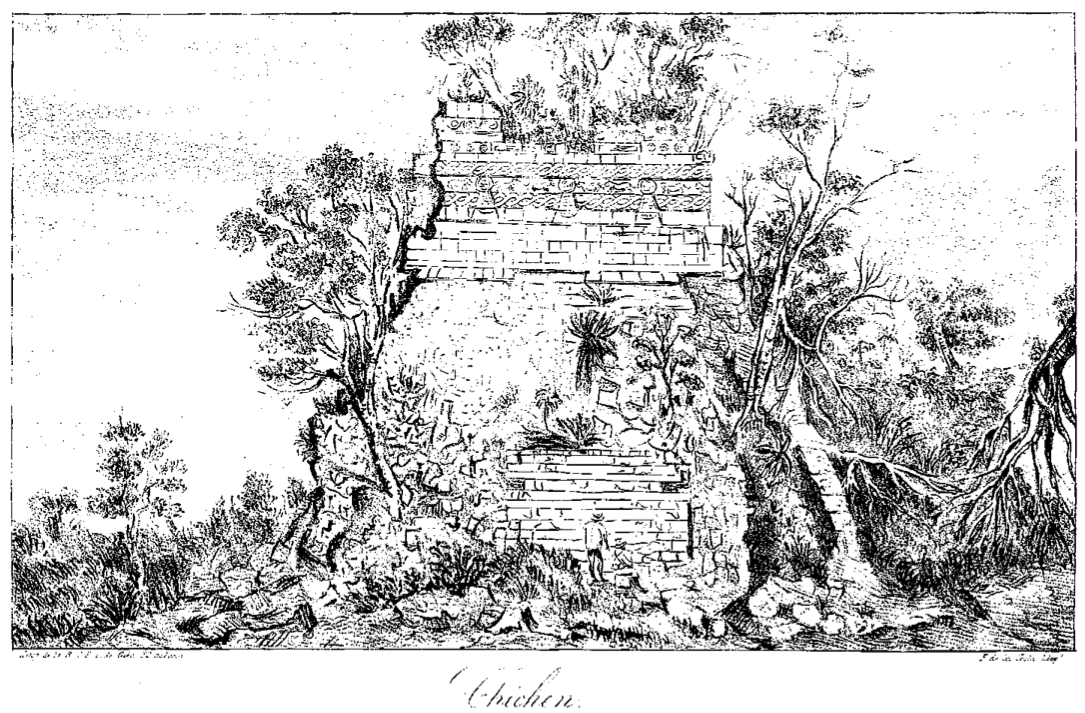
Una Sociedad de Amigos publicó el Registro Yucateco en 1846, con una imagen de Chichen Itza